# Бузогриз (Чорне дзеркало)
«Бузогриз» (англ. Bandersnatch) — психологічний трилер 2018 року, інтерактивний фільм зі всесвіту науково-фантастичного телесеріалу-антології «Чорне дзеркало». Сценарій написав творець серіалу Чарлі Брукер, постановником фільму виступив Девід Слейд. Потоковий сервіс Netflix випустив фільм 28 грудня 2018.
У «Бузогризі» глядач приймає рішення за головного персонажа, молодого програміста Стефана Батлера (Фінн Вайтгед), який намагається адаптувати інтерактивний роман у формі відеогри. Інші персонажі фільму — Моган Такур (Асім Чодрі) та Колін Рітман (Вілл Поултер), які працюють у компанії-виробнику відеоігор, батько Стефана Пітер (Крейґ Паркінсон) та психотерапевт Стефана — докторка Гейнз (Еліс Лов). Фільм частково заснований на історії однойменної гри, яку планувала випустити у 1984 році компанія Imagine Software, але яку так і не випустила через банкрутство. Назва фільму посилається на істоту з вірша Льюїса Керрола «Жербельковт», який він розмістив у своїй повісті «Аліса в Задзеркаллі». Фільм поєднує елементи наукової фантастики та горору, ґрунтується на принципах метамистецтва та ставить під сумнів концепцію свободи волі.
Netflix почав переговори із Чарлі Брукером та виконавчою продюсеркою серіалу Аннабель Джонз щодо інтерактивного фільму у травні 2017, коли на цьому сервісі почали з'являтися перші інтерактивні дитячі проекти. Складність у написанні нелінійного сценарію призвела до створення спеціальної програми Branch Manager для Netflix, а унікальна природа фільму потребувала зміни принципів роботи кешу їхнього сайту. Зйомки та виробництво тривало довше, ніж для типового епізоду «Чорного дзеркала», через що п'ятий сезон довелося відкласти. Трейлер «Бузогриза» вийшов 27 грудня 2018 року, а сам епізод — 28 грудня. Критики в цілому сприйняли епізод позитивно, проте дехто завважив, що спосіб оповіді занадто ширвжитковий, як на «Чорне дзеркало».

## Огляд

### Формат
«Бузогриз» вийшов у форматі інтерактивного фільму. Перед переглядом глядачам пропонують коротку інструкцію, як здійснювати вибори. Глядач має 10 секунд, аби зробити вибір, інакше сервіс автоматично обере варіант за умовчанням. Після того, як перегляд завершено (чи загнано у глухий кут), глядачу дають змогу повернутися на попередні розвилки і зробити інакший вибір. Середня тривалість перегляду становить 90 хвилин, а найшвидший можливий варіант — 40 хвилин. Також існує «повна» не інтерактивна версія фільму, яка поширюється в інтернеті, і триває 5 годин і 12 хвилин. Усього було відзнято 150 хвилин унікального матеріалу, який поділено на 250 сегментів. IGN повідомляє, що, відповідно до заяв Netflix, існує п'ять основних закінчень, кожне з яких має свої невеличкі варіації. Продюсер Расселл Мак-Лін заявив, що епізод має 10-12 закінчень, деякі з яких значно менш конкретні та визначені за інші; режисер Девід Слейд заявив, що у фільмі є декілька писанок, для знаходження яких глядачам знадобиться багато часу. За словами Чарлі Брукера та Аннабель Джонз, жодне із закінчень не є «головним», усі вони рівнозначні, хоча деякі і важко назвати закінченням у традиційному значенні цього слова.
Здебільшого по досягненню титрів глядачеві пропонують повернутися до однієї чи двох критичних розвилок та зробити інший вибір. У деяких випадках, окремі сегменти сюжету можна досягнути різними шляхами. В інших випадках, сюжетні петлі ведуть до вибору конкретного завершення, незалежно від подальших виборів глядача. Деякі завершення неможливо отримати, якщо зроблено вибір, який їх не передбачає: у такому разі треба перезапустити фільм.

### Сюжет
Англія, липень 1984 року. Молодий програміст Стефан Батлер (Фінн Вайтгед) мріє адаптувати у відеогру роман «Бузогриз», написаний у форматі «обери свою власну пригоду» письменником із трагічною долею Джеромом Ф. Дейвізом (Джефф Мінтер). Однією з ділянок цієї гри є лабіринт, який треба пройти, уникаючи монстра на ім'я Пакс. Під час гри треба робити вибір, згідно з інструкціями з екрану. Батлер виробляє гру для компанії Tuckersoft, керівником якої є Моган Такур (Асім Чодрі), а одним із провідних працівників — знаменитий дизайнер ігор Колін Рітман (Вілл Поултер). Батлер мусить зробити вибір: прийняти чи відхилити пропозицію про допомогу у розробці гри від компанії. Якщо Батлер приймає пропозицію, Рітман каже, що він обрав хибний шлях. Гра виходить три місяці по тому, але зазнає нищівної критики. Батлер вирішує спробувати знову, і фільм повертається до дня, коли Такур робить йому пропозицію про співпрацю. Батлер має зробити той самий вибір знову.
Якщо Батлер відмовляється від співпраці, то починає працювати над грою вдома, а Такур встановлює йому вересень як строк, щоб продаж гри можна було почати на Різдвяний сезон. Борючись із хибами у коді, Батлер починає нервувати та стає ворожим до свого батька Пітера (Крейґ Паркінсон). У цей період Батлер відвідує свою психотерпапевтку докторку Гейнз (Еліс Лов). Глядач може зробити вибір: поговорити із докторкою про смерть матері Батлера чи ні. Коли йому було 5, батько забрав у нього плюшевого кролика, стверджуючи, що хлопці його віку вже не повинні бавитися із ляльками. Через те, що Стефан довго шукав цього кролика перед поїздкою до дідуся з бабусею, його мати була вимушена сісти не на запланований, а на наступний поїзд. Цей поїзд потрапив в аварію, у якій загинула і мати Стефана, тож він відтоді почувається винним за її загибель. Для нього успішна адаптація «Бузогриза» стає способом вшанувати пам'ять матері, адже саме від неї йому дісталася ця книга. Докторка Гейнз дає Стефану пігулки, і глядач може зробити вибір: випити їх чи злити в унітаз. Також може з'явитися вибір піти в гості до Рітмана, де він живе із дівчиною Кітті та їхньою донькою-немовлям Перл. В домі Рітмана вони приймають галюциногени і Рітман розповідає Батлеру про таємну урядову програму контролю розуму, альтернативні часові лінії та різні шляхи. Аби продемонструвати свою теорію, Рітман пропонує Стефану стрибнути з балкону (глядач має обрати, хто з них двох стрибатиме). Якщо стрибає Рітман, у подальшій історії він вважається зниклим безвісти. Якщо стрибає Стефан, то гру завершують без нього, але вона виходить кепською.
Із наближенням реченця, Батлер починає відчувати, що його контролюють якісь зовнішні сили, і сумніватися, чи можна довіряти батьку та докторці Гейнз. Батлер помічає, що його життя віддзеркалює життя Дейвіза, який тривалий час повсюдно бачив символ роздоріжжя і зрештою обезголовив власну дружину. Коли у Батлера починається істерика, і він благально просить невидимця, який керує його діями, пояснити, що коїться у його житті, глядач отримує декілька варіантів, що сказати Батлеру. Передаючи інформацію через комп'ютер Батлера, глядач може послати йому або той символ роздоріжжя, що переслідував Дейвіза, або розповісти, що його контролюють через сервіс Netflix із 21 століття. Пізніше глядач може знайти сейф, у якому, залежно від попередніх рішень, може виявитися або старий кролик Батлера, або документи, які підтверджують, що усе життя Стівена було експериментом, на кшталт Шоу Трумена.

### Розв'язки
Коли історія добігає кінця, вона звужується до 5 основних закінчень:
- бійка із психотерапевткою;
- знімальний майданчик;
- в'язниця;
- смерть;
- повторення історії.

Хоча усі 5 кінцівок є рівнозначними, фанати вважають дві останні більш «офіційними» через те, що тільки після них автоматично починають іти завершальні титри; через те, що ці дві кінцівки неможливо отримати при одному перегляді: або одне, або інше; а також через те, що вони «найліпше відповідають духові епізоду».

## Виробництво
Через складність виробництва «Бузогриза» п'ятий сезон «Чорного дзеркала» було відкладено, хоча його прем'єра і досі очікується у 2019 році. Брукер порівняв зусилля, що вони доклали до виробництва цього епізоду, із зусиллями, які йдуть на виробництво чотирьох звичайних епізодів.

### Концепція
Коли у травні 2017 Netflix звернулися до Чарлі Брукера та Аннабел Джонз із пропозицією написати інтерактивний фільм, вони спершу хотіли відмовитися від цієї ідеї, зокрема через те, що не було зрозуміло, яким чином така концепція може спрацювати на ґрунті «Чорного дзеркала». Втім, кілька тижнів по тому під час сценарних зборів, обговорюючи ідеї для 5 сезону серіалу, вони дійшли до ідеї, яка могла спрацювати тільки у вигляді інтерактивного фільму. Раніше Брукер хотів зробити декілька варіантів закінчення для епізоду «Бета-тест»: після першого, звичайного, перегляду мало бути створене додаткове «жахливе» закінчення.
Спочатку Брукер планував, що епізод становитиме єдину лінійну історію, яка відрізнятиметься тільки фінальними сценами, але пізніше дійшов до думки про те, щоб на підсумок історії впливали усі попередні вибори. Щоб зберегти фокус на розмаїтих численних завершеннях, ідея про свободу вибору та ілюзію такого вибору була покладена в основу історії. Джонз займалася розробкою персонажів, які були б правдоподібними і відчувалися б на своєму місці за будь-якого можливого розв'язку. Багато дискусій було щодо того, скільки саме розвилок треба надати глядачеві.
«Повторення історії», у якому героїнею є донька Рітмана Перл, — завершення, яке глядачі отримують найчастіше. Цей розв'язок сам по собі є метасценою, але він також є і доволі персональним для Брукера, який, пишучи сценарій, часто опинявся у таких глухих кутах, як Перл і Стефан. Завершення, у яких оглядачі оцінюють «Бузогриз» по телевізору, були створені для того, аби спонукати глядачів повернутися та знайти інші варіанти. За словами Брукера, немає жодного розв'язку, який був би одночасно позитивним для Стефана та для його гри.

### Технічні аспекти
За порадою Netflix, Брукер написав 170-сторінковий сценарій у Twine — програмі для написання інтерактивних робіт. Найбільше часу пішло на розробку базової структури фільму, а загалом сценарій мав сім різних редакцій. Будучи першим інтерактивним фільмом для дорослих, «Бузогриз» потребував складнішого механізму для втілення вибору, тож Netflix довелося розробити спеціальну програму під назвою Branch Manager, але вона стала доступною уже під кінець виробничого процесу. Усього існує понад трильйон шляхів, якими глядач може дійти до фіналу.
Трансляція із непомітними переходами між сценами потребувала того, щоб сцени із обидвома варіантами вибору були провантажені сайтом наперед, через це «Бузогриз» неможливо подивитися на деяких старих пристроях, на Chromecast та на Apple TV. Аби допомогти глядачеві розібратися із тим, як працює система вибору в епізоді, на його початку є декілька тривіальних розвилок, наприклад, щодо того, яку кашу їсти на сніданок. Якщо глядач не робить вибір протягом 10 секунд, програма автоматично переходить на вибір за умовчанням. Якщо дивитися фільм, не роблячи вибору взагалі, то можна отримати базову версію історію.

### Добір акторів та зйомки

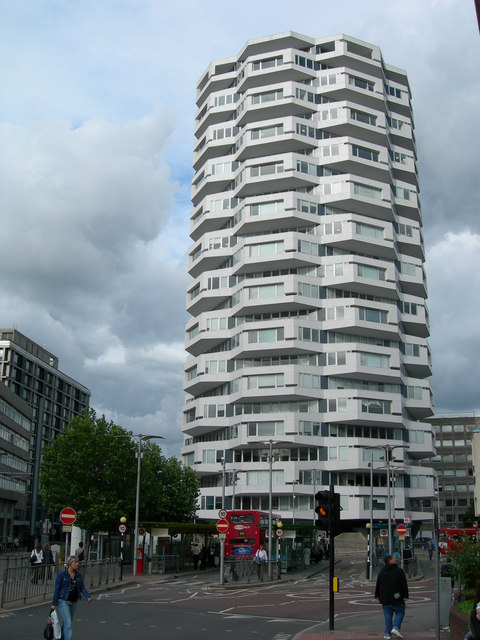
Хмарочос Кройдон номер один використаний як штаб-квартира Tuckersoft.

У «Бузогризі» знялися Фінн Вайтгед, Вілл Поултер та Асім Чодрі. Після виходу фільму Полутер заявив, що зменшить свою активність на Твітері заради психічного здоров'я. Роль письменника Джерома Ф. Дейвіза виконав незалежний розробник відеоігор Джефф Мінтер, який створив декілька психоделічних ігор, у тому числі Polybius, історія якої походить від однойменної міської легенди. Деякі риси Рітмана були запозичені із самого Мінтера. Письменник Воррен Елліс стверджував, що йому пропонували роль Дейвіза, але він змушений був відмовитися через щільний графік.
Режисером фільму виступив Девід Слейд, який раніше поставив епізод «Металіст». Музику написав Браян Райтцелл, а до саундтреку також входять пісні «Relax» гурту Frankie Goes to Hollywood, «Hold Me Now» гурту Thompson Twins, «Here Comes the Rain Again» гурту Eurythmics, «Too Shy» гурту Kajagoogoo, «Making Plans for Nigel» гурту XTC, а також пісні «Love On a Real Train», «Phaedra» and «Mysterious Semblance at the Strand of Nightmares» гурту Tangerine Dream.
Виробництво тривало вісім місяців. Актори мали два тижні на підготовку, а зйомки зайняли 35 днів, що значно довше, ніж зйомки типового епізоду «Чорного дзеркала». Слейд підкреслив, що найважче було зіграти Коліна, оскільки одну сцену з ним треба було відзнімати тричі, при чому у кожному варіанті слід було відбити різні рівні володіння інформацією Коліном. Слейд порадив Поултеру не концентруватися на тому, звідки Коліну відома та чи інша інформація, а зосередитися на самому факті того, що Коліну багато відомо. Деякі вуличні сцени були відзняті у Кройдоні у квітні 2018. Серед місць для зйомок були пасаж Святого Георгія та хмарочос Кройдон номер один, який виконав роль штаб-квартири Tuckersoft. Виробництво мало бути завершене у листопаді 2018.

## Просування та випуск
27 грудня 2018, Netflix випустив 90-секундний трейлер «Бузогриза», у якому було вказано, що фільм вийде наступного дня, 28 грудня. 3 січня 2019 Netflix випустив дві міні-документалки щодо знімального процесу.

## Сприйняття
Фільм здобув переважно схвальні відгуки критиків, але деякі зазначили, що інтерактивність мала трохи штучний вигляд і була зайвою. Епізод має оцінку 7.39 із 10 на сайті Rotten Tomatoes при загальному рівні схвалення у 74 % після 58 рецензій. Підсумок критиків сайту такий: «Хоча „Бузогриз“ і позначає собою крок уперед в інтерактивному мистецтві, його метанаратив не заохочує до повторних переглядів. Втім, одного перегляду цей типово-чорнодзеркальний техно-горор точно заслуговує». Ґрунтуючись на 16 відгуках, на сайті Metacritic фільм має оцінку 61 зі 100, що означає статус «в цілому схвальних відгуків».
Люсі Менґен із The Guardian дала фільму чотири зірки із п'яти та зазначила, що «Бузогриз» — успішний інтерактивний проект, який прокладе шлях майбутнім спробам, завдяки яким режисери, актори та продюсери зможуть ліпше пізнати та використовувати такий формат.
Оглядач сайту mrpl.city Іван Синєпалов дав епізоду 10 балів із 12, охарактеризувавши епізод як «чудовий експеримент, вартий того, щоб провести із ним вечір, а то й не один». Також, за його словами, «Бузогриз» вичерпав дозованість і доречність інтерактивного телебачення на багато років уперед. Лук'ян Галкін із сайту Moviegram зазначив, що «Бузогриз» є важливою подією у світі кіно, бо, попри те, що інтерактивні фільми існують давно, саме «Бузогриз» відкрив цей жанр для широкої аудиторії. На його думку, тепер у цьому жанрі можуть почати творити і інші, більш відомі режисери, як-то Девід Лінч чи Ларс фон Трієр.

### Позов
Chooseco — компанія Реймонда Монтґомері, яка займається створенням книжок у жанрі «обери свою власну пригоду», позвалася до суду на Netflix за використання їхньої торгової марки під час просування епізоду, вимагаючи відшкодування у розмірі 25 мільйонів доларів. У Chooseco стверджують, що фраза «обери свою власну пригоду» є їхнім торговим знаком, який вони зареєстрували стосовно книг, фільмів та інших медій і що Netflix мали переговори із ними у 2016 щодо використання цієї фрази для мультфільмів, але до угоди про використання ці переговори так і не дійшли.